# Pomorski Uniwersytet Medyczny w Szczecinie

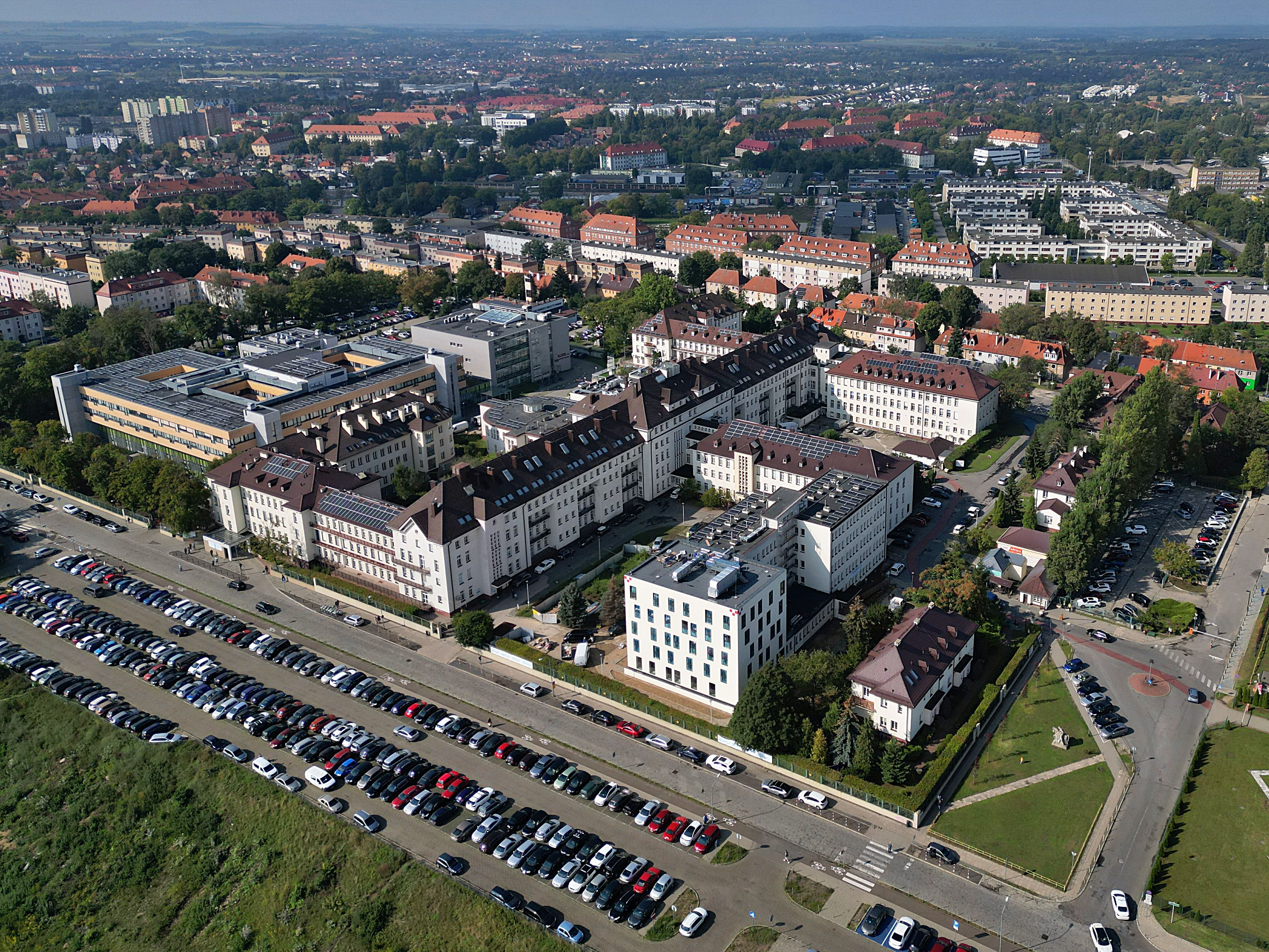
Szpital SPSK 1 przy ul. Unii Lubelskiej w Szczecinie

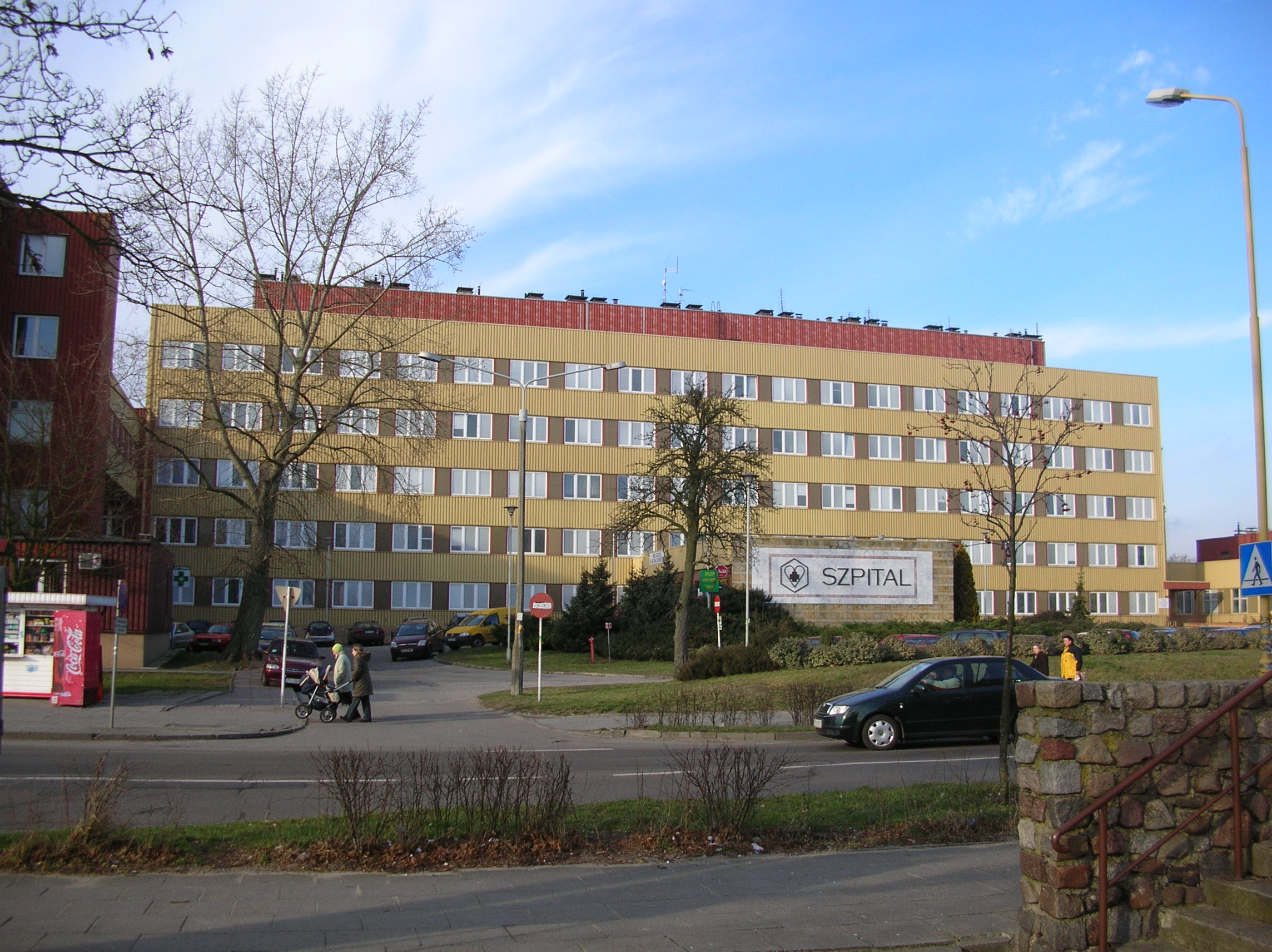
Szpital SPSK 1 przy ul. Siedleckiej w Policach

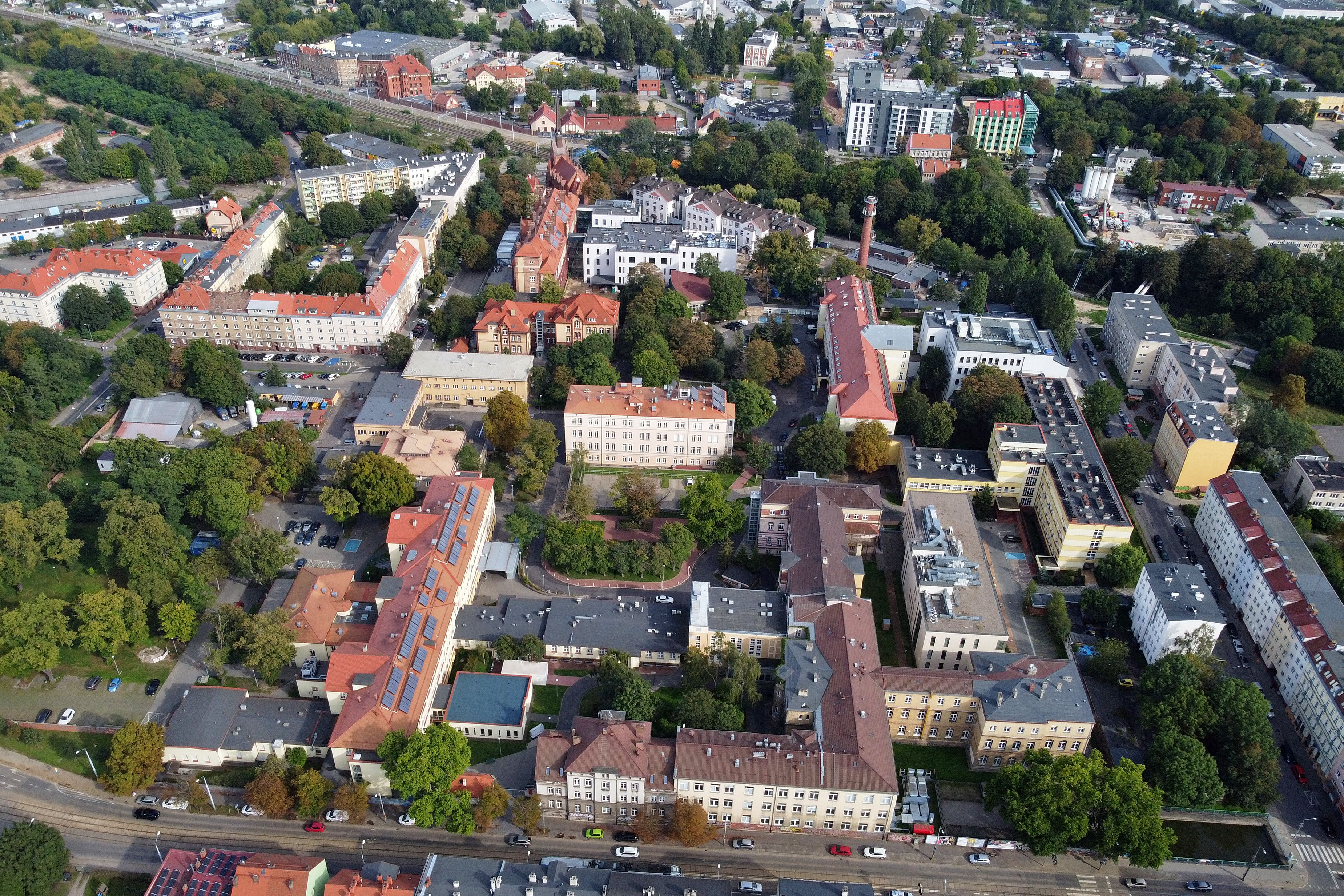
Szpital SPSK 2 przy al. Powstańców Wlkp. w Szczecinie (Pomorzany)

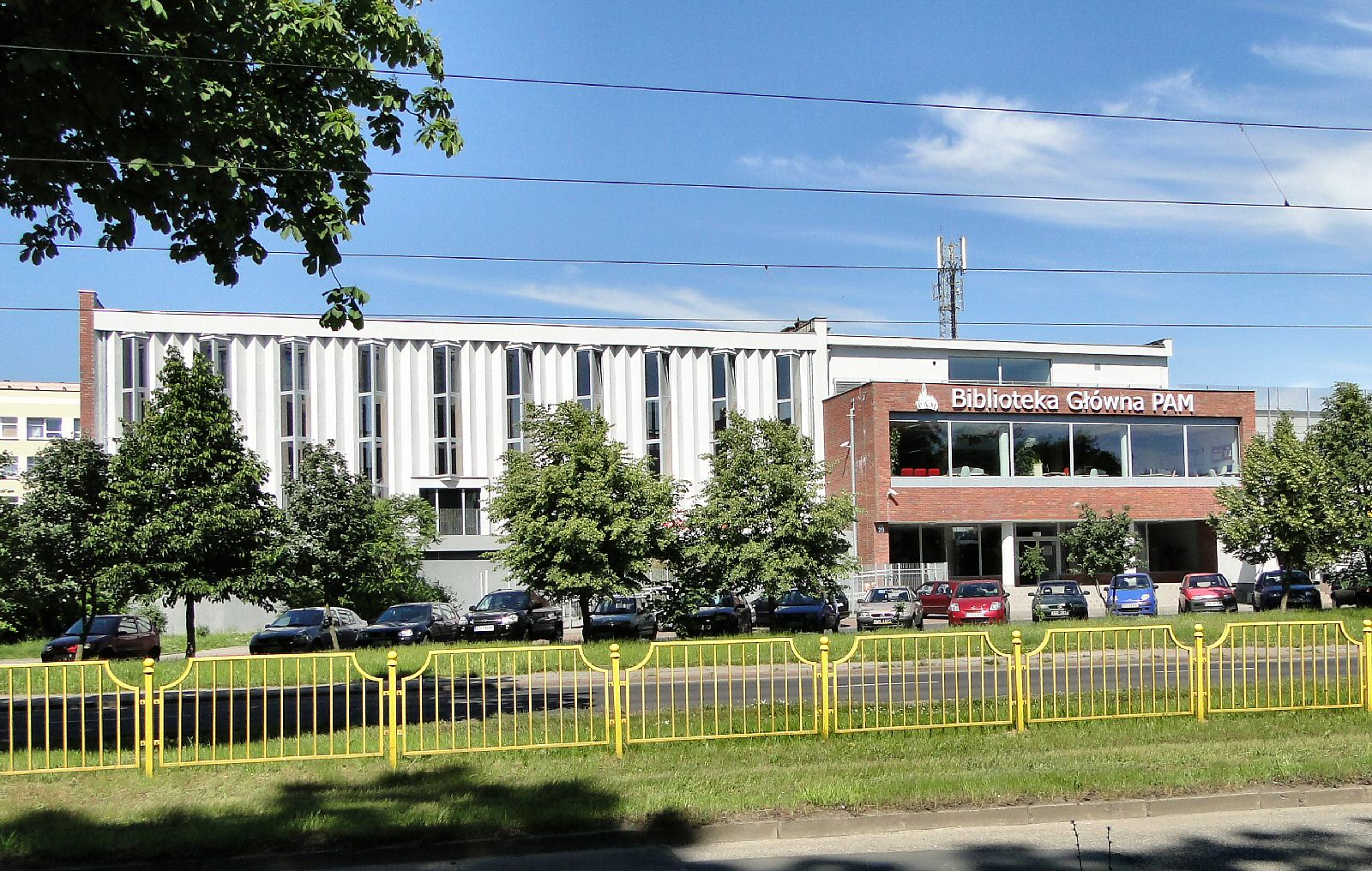
Biblioteka Główna PUM (dawniej: klub studencki „Trans”)

Pomorski Uniwersytet Medyczny w Szczecinie – publiczna szkoła wyższa o profilu medycznym utworzona w 1948 w Szczecinie jako Akademia Lekarska (później przemianowana na Akademię Medyczną). Od 2010 uczelnia nosi obecną nazwę.
Według Webometrycznego rankingu uniwersytetów świata ze stycznia 2013, opracowywanego przez hiszpański instytut Consejo Superior de Investigaciones Científicas, uczelnia zajmuje 5. miejsce w Polsce wśród uniwersytetów medycznych, a na świecie 2479. pośród wszystkich typów uczelni.

## Historia
W 1948 została utworzona Akademia Lekarska w Szczecinie. Pierwszymi jej organizatorami byli profesorowie: Jakub Węgierko (pierwszy rektor), Tadeusz Chorążak, Artur Chwalibogowski, Tadeusz Markiewicz, Czesław Murczyński, Tadeusz Sokołowski, Witold Starkiewicz, Kazimierz Stojałowski, Józef Taniewski, January Zubrzycki. Dołączyli do nich wkrótce m.in.: Adam Krechowiecki, Edward Gorzkowski, Edward Drescher i inni. W 1949 Akademia składała się z ośmiu klinik i dwóch zakładów. W latach 1949–1992 uczelnia nosiła nazwę Pomorska Akademia Medyczna im. gen. Karola Świerczewskiego. W 1992 uczelni nadano nazwę Pomorska Akademia Medyczna w Szczecinie, a w 2010 nazwę Pomorski Uniwersytet Medyczny w Szczecinie.

## Kształcenie
Obecnie PUM daje możliwość podjęcia studiów na dwunastu kierunkach prowadzonych w ramach czterech wydziałów:
- Wydział Medycyny i Stomatologii
  - kierunek lekarski (studia w języku polskim i angielskim),
  - kierunek lekarsko-dentystyczny (studia w języku polskim i angielskim),
- Wydział Farmacji, Biotechnologii Medycznej i Medycyny Laboratoryjnej
  - biotechnologia,
  - analityka medyczna,
  - farmacja
- Wydział Nauk o Zdrowiu
  - pielęgniarstwo,
  - położnictwo,
  - psychologia zdrowia,
  - kosmetologia,
  - ratownictwo medyczne z bezpieczeństwem morskim i sektora offshore
  - fizjoterapia,
  - dietetyka kliniczna

Od 1995 uczelnia prowadzi program anglojęzyczny dla obcokrajowców, głównie studentów norweskich. Obecnie – także niemieckojęzyczny dla studentów z Niemiec.

## Władze uczelni w kadencji 2024–2028[19]
- Rektor: prof. dr hab. n. med. Leszek Domański
- Prorektor ds. dydaktyki: prof. dr hab. n. med. Violetta Dziedziejko
- Prorektor ds. nauki: prof. dr hab. n. med. Jerzy Samochowiec(inne języki)
- Prorektor ds. klinicznych: prof. dr hab. n. med. Tomasz Byrski
- Prorektor ds. innowacji i wdrożeń: prof. dr hab. n. med. Miłosz Parczewski
- Prorektor ds. technologii medycznych: dr hab. n. med. Andrzej Ossowski

## Władze uczelni w kadencji 2020–2024[20]
- Rektor: prof. dr hab. n. med. Bogusław Machaliński
- Prorektor ds. dydaktyki: prof. dr hab. n. med. Aneta Cymbaluk-Płoska
- Prorektor ds. nauki: prof. dr hab. n. med. Jerzy Samochowiec(inne języki)
- Prorektor ds. klinicznych: prof. dr hab. n. med. Leszek Domański
- Prorektor ds. rozwoju: prof. dr hab. n. med. Jarosław Peregud-Pogorzelski(inne języki)
- Prorektor ds. promocji i współpracy regionalnej: prof. dr hab. n. med. Dariusz Chlubek(inne języki)

## Władze uczelni w kadencji 2016–2020
- Rektor: prof. dr hab. n. med. Bogusław Machaliński
- Prorektor ds. dydaktyki: prof. dr hab. n. med. Barbara Dołęgowska
- Prorektor ds. nauki: prof. dr hab. n. med. Jerzy Samochowiec(inne języki)
- Prorektor ds. klinicznych: prof. dr hab. n. med. Piotr Gutowski
- Prorektor ds. rozwoju: prof. dr hab. n. med. Jarosław Peregud-Pogorzelski(inne języki)[21]

## Władze uczelni w kadencji 2012–2016
- Rektor: prof. dr hab. n. med. Andrzej Ciechanowicz
- Prorektor ds. Nauki: prof. dr hab. n. med. Jerzy Samochowiec(inne języki)
- Prorektor ds. Dydaktyki: prof. dr hab. n. med. Marta Wawrzynowicz-Syczewska
- Prorektor ds. Klinicznych: prof. dr hab. n. med. Kazimierz Ciechanowski(inne języki)

## Poczet rektorów
- Od 2024: prof. dr hab. n. med. Leszek Domański
- 2016–2024: prof. dr hab. n. med. Bogusław Machaliński
- 2012–2016: prof. dr hab. n. med. Andrzej Ciechanowicz
- 2005–2012: prof. dr hab. n. med. Przemysław Nowacki
- 2002–2005: prof. dr hab. n. med. Wenancjusz Domagała
- 1996–2002: prof. dr hab. n. med. Krzysztof Marlicz
- 1990–1996: prof. dr hab. n. med. Seweryn Wiechowski
- 1984–1990: prof. dr hab. n. med. Sylwester Kowalik
- 1982–1984: prof. dr hab. n. med. Tadeusz Brzeziński
- 1978–1982: prof. dr hab. n. med. Zbigniew Jańczuk
- 1971–1978: prof. dr n. med. Erwin Mozolewski
- 1962–1971: prof. dr n. med. Adam Krechowiecki
- 1959–1962: prof. dr hab. n. med. Witold Starkiewicz
- 1956–1959: prof. dr hab. n. med. Bolesław Górnicki
- 1953–1956: prof. dr n. med. Michał Jarema
- 1953: prof. dr hab. n. med. Józef Taniewski
- 1950–1953: prof. dr hab. n. med. Czesław Murczyński
- 1948–1950: prof. dr hab. n. med. Jakub Węgierko[22]

## Jednostki naukowo-dydaktyczne
- Wydział Medycyny i Stomatologii
- Wydział Farmacji, Biotechnologii Medycznej i Medycyny Laboratoryjnej
- Wydział Nauk o Zdrowiu

## Jednostki pozawydziałowe
- Biblioteka Główna
- Centrum Badań nad Miażdżycą
- Międzynarodowe Centrum Nowotworów Dziedzicznych
- Studium Kształcenia Podyplomowego
- Regionalny Ośrodek Opieki Perinatalnej

## Zaplecze dydaktyczne
Rektorat mieści się w zabytkowym budynku przy ul. Rybackiej. Ponadto w skład uczelni wchodzą dwa szpitale kliniczne: SPSK nr 1 na Pogodnie (w jego skład wchodzą również Klinika Psychiatrii przy ul. Broniewskiego oraz zespół szpitalny w Policach), SPSK nr 2 na Pomorzanach, Specjalistyczna Lecznica Stomatologiczna na Pomorzanach, budynek kierunku fizjoterapia na Pomorzanach przy ul. Grudziądzkiej, biblioteka uczelni na Pomorzanach oraz budynek główny Wydziału Nauk o Zdrowiu na Pogodnie (część międzyuczelnianego kampusu akademickiego). Niektóre kliniki zlokalizowane są również w nie należących do uczelni Wojewódzkim Szpitalu Zespolonym przy ul. Arkońskiej (Niemierzyn) oraz przy ul. Sokołowskiego (Zdunowo), Zachodniopomorskim Centrum Onkologii na Golęcinie. Uczelnia dysponuje trzema domami studenckimi zlokalizowanymi na Pomorzanach przy ul. Ksawerego Dunikowskiego.